# Карен Стівс
Карен Стівс (англ. Karen Stives, 3 листопада 1950 — 14 серпня 2015) — американська вершниця.
Олімпійська чемпіонка 1984 року в командному триборстві, срібна призерка 1984 року в індивідуальному триборстві.